# Synchiropus circularis
Synchiropus circularis es una especie de peces de la familia Callionymidae en el orden de los Perciformes.

## Morfología
• Los machos pueden llegar alcanzar los 2,3 cm de longitud total.

## Hábitat
Es un pez de mar de clima tropical y asociado a los  arrecifes de coral que vive hasta los 8 m de profundidad.

## Distribución geográfica
Se encuentra en el Pacífico occidental: las Islas Marianas y Islas Chesterfield.

## Observaciones
Es inofensivo para los humanos